# Punto prossimo
Il punto prossimo rappresenta quella porzione di spazio, nel processo visivo, coniugato alla retina quando viene esercitata in modo completo l'accomodazione, ovvero il punto più vicino all'occhio che può essere messo a fuoco.

## Classificazioni
Il punto prossimo si suddivide in:
- punto prossimo accomodativo:

punto prossimo in cui il soggetto riesce ancora a vedere nitido. L'accomodazione è esercitata al massimo per mettere a fuoco un oggetto molto vicino.
- punto prossimo di convergenza:

punto prossimo di binocularità. Subito dopo questo punto il soggetto perde la visione binoculare e accusa diplopia.
Il punto prossimo di convergenza è la distanza minima in cui gli occhi riescono a convergere, mantenendo il processo di binocularità.